# Cal Murri
Cal Murri és una masia del terme municipal de Castellterçol, al Moianès.
Està situada en el sector central del terme, a prop i al nord del nucli vell de Castellterçol, a llevant del Polígon industrial El Vapor. És a l'esquerra de la riera de Fontscalents i a la dreta del Xaragall dels Pollancres, a l'extrem nord-est del Serrat de les Comes.